# Густафссон, Магнус
Магнус Нильс Густафссон (швед. Magnus Nils Gustafsson; род. 3 января 1967, Лунд) — шведский профессиональный теннисист и теннисный тренер, бывшая десятая ракетка мира. Победитель 15 турниров АТР в одиночном и парном разрядах, в том числе четырёхкратный победитель Открытого чемпионата Швеции в одиночном разряде; обладатель командного Кубка мира (1991) и Кубка Дэвиса (1998) в составе сборной Швеции.

## Игровая карьера
Увлечение теннисом для Магнуса Густафссона было наследственным: члены его семьи были среди основателей теннисного клуба в Лунде. Сам Магнус начал профессиональную теннисную карьеру в 1986 году, в июле следующего года выиграв в финском Тампере свой первый турнир класса Challenger. Осенью 1987 года он дошёл до полуфинала Открытого чемпионата Стокгольма, после чего сразу прорвался в Top-50 мирового рейтинга.
В феврале 1988 года в Роттердаме Густафссон впервые в карьере стал финалистом турнира Гран-при — основного профессионального теннисного тура. Этот результат он показал в паре с итальянским теннисистом Диего Наргисо. Позже на Открытом чемпионате Франции Густафссон вышел в четвёртый круг после победы над десятой ракеткой мира, будущим олимпийским призёром Тимом Майоттом (его первая победа над игроком из первой десятки рейтинга), но уступил посеянному одиннадцатым Андре Агасси. На следующий год на Открытом чемпионате Швейцарии он пробился в первый в карьере финал турнира Гран-при в одиночном разряде, а затем в Стокгольме по пути во второй финал нанёс поражения занимавшему пятую строчку в рейтинге Агасси и четырнадцатому в иерархии Матсу Виландеру прежде, чем проиграть первой ракетке мира Ивану Лендлу. В мае 1990 года, после победы над Агасси в рамках Открытого чемпионата Германии, Густафссон впервые вошёл в число 20 сильнейших теннисистов мира.
В 1991 году Густафссон дебютировал в составе команды Швеции в матче Кубка Дэвиса против югославов, выиграв пятую, ничего не решавшую встречу у Горана Прпича. Несколько месяцев спустя шведы снова встретились с югославами в финале командного Кубка мира в Дюссельдорфе, и Густафссон снова обыграл Прпича, завоевав титул вместе со Стефаном Эдбергом. С мая по август Густафссон шесть раз играл в финалах турниров АТР-тура (как теперь назывался тур Гран-при), в том числе в финале Открытого чемпионата Германии, относившегося к наиболее престижным турнирам этого цикла, и одержал три победы — в мае в Мюнхене и в июле на Открытых чемпионатах Швеции и Нидерландов, поднявшись за июль на десятое место в рейтинге. За грунтовый сезон он выиграл 41 матч, проиграв только восемь.
За следующие пять лет Густафссон завоевал ещё шесть титулов на турнирах АТР-тура, в том числе ещё дважды став победителем Открытого чемпионата Швеции и выиграв турнир класса Championship Series в Штутгарте. 1993 и 1996 год он завершал в двадцатке сильнейших, хотя в десятку больше не возвращался. Сезоны 1995 и 1997 годов были испорчены для него двумя операциями правого плеча — сначала в октябре 1994 года, а затем в январе 1997-го; тем не менее в конце 1997 года ему удалось завоевать в Сингапуре свой десятый титул в одиночном разряде.
1998 год был отмечен для Густафссона рядом новых достижений. Он не только выиграл ещё два турнира АТР-тура в одиночном разряде, но и в парах в своём четвёртом финале Открытого чемпионата Швеции наконец добился победы, завоевав свой первый и единственный титул АТР в этом разряде. Вместе со сборной Швеции он завоевал в конце сезона Кубок Дэвиса — третий для сборной за пять лет, но первый для Густафссона. Шведский ветеран выиграл обе своих встречи (против Давиде Сангвинетти и Джанлуки Поцци) в финальном матче с итальянцами. Год он закончил в Top-50 рейтинга, став самым возрастным из 50 лучших игроков мира.
В следующие два года Густафссон завоевал свои два последних титула в турнирах АТР-тура — сначала в Копенгагене, а затем в Амстердаме, в возрасте 33 лет и 6 месяцев став самым возрастным победителем сезона на этом уровне. В промежутке, в ноябре 1999 года, он во второй раз вышел в финал Открытого чемпионата Стокгольма, ровно через десять лет после первого своего появления там. 2000 год он в 14-й раз подряд окончил в первой сотне рейтинга АТР, но в ноябре перенёс очередную операцию — на этот раз по замене мениска и хряща в левом колене. Несмотря на это, почити весь следующий год, начиная с января, Густафссон провёл на корте, в апреле обыграв 10-ю ракетку мира Алекса Корретху и дважды добравшись до полуфинала на турнирах АТР-тура. Свой последний профессиональный теннисный турнир он провёл в октябре в Стокгольме, объявив о намерении продолжать выступления уже в другом виде спорта — ракетлоне.
В дальнейшем Густафссон принял участие в нескольких розыгрышах Кубка мира по ракетлону, не добиваясь в них значительных успехов. Он окончил Университет Ферриса в Мичигане, получив лицензию теннисного тренера, и в дальнейшем тренировал в Швеции, Нью-Йорке и Флориде; среди его воспитанников — бывшая первая ракетка ЮАР среди юношей Криглер Бринк.

## История положения в рейтинге
| Разряд           | 1985 | 1986 | 1987 | 1988 | 1989 | 1990 | 1991 | 1992 | 1993 | 1994 | 1995 | 1996 | 1997 | 1998 | 1999 | 2000 | 2001 |
| ---------------- | ---- | ---- | ---- | ---- | ---- | ---- | ---- | ---- | ---- | ---- | ---- | ---- | ---- | ---- | ---- | ---- | ---- |
| Одиночный разряд | 794  | 273  | 53   | 51   | 34   | 31   | 12   | 47   | 14   | 33   | 84   | 17   | 37   | 32   | 60   | 82   | 82   |
| Парный разряд    |      | 454  | 260  | 127  | 98   | 394  | 124  | 295  | 267  | 597  |      | 1259 | 388  | 287  | 446  | 1232 | 631  |

## Финалы турниров АТР за карьеру

### Одиночный разряд (14-12)
| Легенда                                    |
| ------------------------------------------ |
| Большой шлем (0-0)                         |
| Финал года (0-0)                           |
| АТР Championship Series, Single Week (0-1) |
| ATP Championship Series (2-1)              |
| ATP World (12-8)                           |
| Гран-при (0-2)                             |

| Результат | №   | Дата            | Турнир                                        | Покрытие | Соперник в финале      | Счёт в финале            |
| --------- | --- | --------------- | --------------------------------------------- | -------- | ---------------------- | ------------------------ |
| Поражение | 1.  | 16 июля 1989    | Открытый чемпионат Швейцарии, Гштад           | Грунт    | Карл-Уве Штееб         | 7-6, 6-3, 2-6, 4-6, 2-6  |
| Поражение | 2.  | 12 ноября 1989  | Стокгольм, Швеция                             | Ковёр(i) | Иван Лендл             | 5-7, 0-6, 3-6            |
| Победа    | 1.  | 5 мая 1991      | Мюнхен, Германия                              | Грунт    | Гильермо Перес-Рольдан | 3-6, 6-3, 4-3 — отказ    |
| Поражение | 3.  | 12 мая 1991     | Открытый чемпионат Германии, Гамбург          | Грунт    | Карел Новачек          | 3-6, 3-6, 7-5, 6-0, 1-6  |
| Победа    | 2.  | 14 июля 1991    | Открытый чемпионат Швеции, Бостад             | Грунт    | Альберто Мансини       | 6-1, 6-2                 |
| Победа    | 3.  | 28 июля 1991    | Открытый чемпионат Нидерландов, Хилверсюм     | Грунт    | Хорди Арресе           | 5-7, 7-62, 2-6, 6-1, 6-0 |
| Поражение | 4.  | 4 августа 1991  | Открытый чемпионат Австрии, Кицбюэль          | Грунт    | Карел Новачек          | 6-72, 6-74, 2-6          |
| Поражение | 5.  | 11 августа 1991 | Прага, Чехословакия                           | Грунт    | Карел Новачек          | 6-75, 2-6                |
| Поражение | 6.  | 12 апреля 1992  | Барселона, Испания                            | Грунт    | Карлос Коста           | 4-6, 6-73, 4-6           |
| Победа    | 4.  | 12 июля 1992    | Открытый чемпионат Швеции (2)                 | Грунт    | Томас Карбонель        | 5-7, 7-5, 6-4            |
| Поражение | 7.  | 20 июня 1993    | Генуя, Италия                                 | Грунт    | Томас Мустер           | 6-73, 4-6                |
| Победа    | 5.  | 25 июля 1993    | Штутгарт, Германия                            | Грунт    | Михаэль Штих           | 6-3, 6-4, 3-6, 4-6, 6-4  |
| Поражение | 8.  | 1 августа 1993  | Открытый чемпионат Нидерландов                | Грунт    | Карлос Коста           | 1-6, 2-6, 3-6            |
| Поражение | 9.  | 14 ноября 1993  | Антверпен, Бельгия                            | Ковёр(i) | Пит Сампрас            | 1-6, 4-6                 |
| Победа    | 6.  | 16 января 1994  | Окленд, Новая Зеландия                        | Хард     | Патрик Макинрой        | 6-4, 6-0                 |
| Победа    | 7.  | 6 февраля 1994  | Дубай, ОАЭ                                    | Хард     | Серхи Бругера          | 6-4, 6-2                 |
| Победа    | 8.  | 31 марта 1996   | Санкт-Петербург, Россия                       | Ковёр(i) | Евгений Кафельников    | 6-2, 7-64                |
| Победа    | 9.  | 14 июля 1996    | Открытый чемпионат Швеции (3)                 | Грунт    | Андрей Медведев        | 6-1, 6-3                 |
| Поражение | 10. | 10 августа 1997 | Сан-Марино                                    | Грунт    | Феликс Мантилья        | 4-6, 1-6                 |
| Поражение | 11. | 5 октября 1997  | Открытый чемпионат Китая, Пекин               | Хард(i)  | Джим Курье             | 6-710, 6-3, 3-6          |
| Победа    | 10. | 12 октября 1997 | Сингапур                                      | Ковёр(i) | Николас Кифер          | 4-6, 6-3, 6-3            |
| Победа    | 11. | 15 марта 1998   | Копенгаген, Дания                             | Ковёр(i) | Давид Приносил         | 3-6, 6-1, 6-1            |
| Победа    | 12. | 12 июля 1998    | Открытый чемпионат Швеции (4)                 | Грунт    | Андрей Медведев        | 6-2, 6-3                 |
| Победа    | 13. | 7 марта 1999    | Копенгаген (2)                                | Ковёр(i) | Фабрис Санторо         | 6-4, 6-1                 |
| Поражение | 12. | 14 ноября 1999  | Стокгольм (2)                                 | Хард(i)  | Томас Энквист          | 3-6, 4-6, 2-6            |
| Победа    | 14. | 23 июля 2000    | Открытый чемпионат Нидерландов, Амстердам (2) | Грунт    | Рамон Слёйтер          | 6-74, 6-3, 7-65, 6-1     |

### Мужской парный разряд (1-7)
| Результат | №  | Дата            | Турнир                                    | Покрытие | Партнёр                | Соперники в финале                | Счёт в финале |
| --------- | -- | --------------- | ----------------------------------------- | -------- | ---------------------- | --------------------------------- | ------------- |
| Поражение | 1. | 14 февраля 1988 | Роттердам, Нидерланды                     | Ковёр(i) | Диего Наргисо          | Патрик Кюнен Торе Мельнеке        | 6-7, 6-7      |
| Поражение | 2. | 31 июля 1988    | Открытый чемпионат Нидерландов, Хилверсюм | Грунт    | Гильермо Перес-Рольдан | Серхио Касаль Эмилио Санчес       | 6-7, 3-6      |
| Поражение | 3. | 12 февраля 1989 | Роттердам (2)                             | Ковёр(i) | Ян Гуннарссон          | Милослав Мечирж Милан Шрейбер     | 6-7, 0-6      |
| Поражение | 4. | 14 июля 1991    | Открытый чемпионат Швеции, Бостад         | Грунт    | Андерс Яррид           | Ронни Батман Рикард Берг          | 4-6, 4-6      |
| Поражение | 5. | 28 июля 1991    | Открытый чемпионат Нидерландов (2)        | Грунт    | Франсиско Клавет       | Рихард Крайчек Ян Симеринк        | 5-7, 4-6      |
| Поражение | 6. | 12 июля 1992    | Открытый чемпионат Швеции (2)             | Грунт    | Кристиан Бергстрём     | Томас Карбонель Кристиан Миниусси | 4-6, 5-7      |
| Поражение | 7. | 13 июля 1997    | Открытый чемпионат Швеции (3)             | Грунт    | Магнус Ларссон         | Никлас Культи Микаэль Тилльстрём  | 0-6, 3-6      |
| Победа    | 1. | 12 июля 1998    | Открытый чемпионат Швеции                 | Грунт    | Магнус Ларссон         | Лен Бейл Пит Норвал               | 6-4, 6-2      |

### Командные турниры (2-0)
| Результат | №  | Год  | Турнир                  | Команда                                                 | Соперники в финале                                        | Счёт |
| --------- | -- | ---- | ----------------------- | ------------------------------------------------------- | --------------------------------------------------------- | ---- |
| Победа    | 1. | 1991 | Кубок мира, Дюссельдорф | Швеция · М. Густафссон, С. Эдберг                       | Югославия · Г. Иванишевич, Г. Прпич                       | 2-1  |
| Победа    | 2. | 1998 | Кубок Дэвиса, Милан     | Швеция Ю. Бьоркман, М. Густафссон, Н. Культи, М. Норман | Италия А. Гауденци, Д. Наргисо, Дж. Поцци, Д. Сангвинетти | 4-1  |